# بخش بازرگانی(شرکتی)
در اقتصاد ، بخش بازرگانی (به انگلیسی: Business sector) یا بخش شرکتی، قسمتی از اقتصاد و بخش خصوصی است که شامل شرکت‌ها می‌شود. تفاوت آن با بخش خصوصی در این است که بخش خصوصی شامل همه فعالیت‌های غیردولتی، از جمله سازمان‌های غیرانتفاعی می‌شود، در حالی که بخش بازرگانی فقط شامل مشاغلی است که برای کسب سود فعالیت می‌کنند.
درایالات متحده، بخش بازرگانی حدود ۷۸ درصد از ارزش تولید ناخالص داخلی(GDP) را تا سال ۲۰۰۰ تشکیل می‌داد. کویت و تووالو هر کدام دارای بخش‌های تجاری بودند که کمتر از ۴۰ درصد از تولید ناخالص داخلی را در سال ۲۰۱۵ تشکیل می‌دادند.
فرهنگ لغت انگلیسی آکسفورد عبارت "بخش بازرگانی" را به معنای عام از سال ۱۹۳۴ ثبت کرده‌است. استفاده از کلمه نشان می‌دهد که مفهوم "بخش بازرگانی " پس از سال ۱۹۴۰ مورد استفاده گسترده‌تری قرار گرفت. اصطلاح مرتبط در زمان‌های گذشته «طبقه بازرگان یا بورژوازی» بود.